# Pape Diop
Pape Cheikh Diop Gueye (Dakar, 8 de agosto de 1997) é um futebolista senegalês naturalizado espanhol que atua como volante. Atualmente joga no Elche.

## Carreira
Pape foi formado nas categorias de base do Celta . É considerado uma das grandes jóias da cantera dos Celestes. Ainda nas categorias de base, foi convocado pelo técnico Eduardo Berizzo e promovido ao time principal para um jogo contra o Granada.
Em 2015, com 18 anos, foi convocado para Seleção Espanhola Sub-19.